# Дуб “Чотири брати”
Дуб «Чоти́ри брати́» (або Дьорт кардашла́р, крим. Dört qardaşlar) — ботанічна пам'ятка природи в Білогірському районі, Автономна Республіка Крим, при виїзді з Білогірська в село Яблучне.

## Опис
Дуб звичайний, має чотири стовбури, що утворюють велику кулясту крону діаметром 30 метрів, 2 дупла забетоновано. Вік 700—800 років. Є охоронний знак. На відстані 1,30 м від землі обхват стовбура становить 9,54 м. Росте.
Статус ботанічної пам'ятки природи дерево отримало в 1997 році.
Пропагандисти Кремля створили з дуба символ «російського Криму»: ніби під цим деревом в березні 1777 О. В. Суворов вів переговори з посланником турецького султана, і там йшлося про підготовку першої анексії Криму Росією.
У 2018 році біля основи дерева між стовбурами утворилася тріщина як результат неправильного догляду за деревом. Наприкінці 2018 року «фахівці» окупаційної Державної автономної установи «Управління особливо охоронюваними природними територіями Криму» вивчили стан реліктового дуба. Причиною появи небезпечної тріщини, за їхніми висновками, стало загнивання серцевини стовбура.

## Історія
Існує давня легенда про те, що в давнину відбулася грандіозна битва між військом половців, які населяли передгірний та степовий Крим та військом Золотої Орди. Тоді загинули чотири знатні половецькі богатирі, на згадку про них і посадили чотири саджанці дубів, яким присвоїли імена легендарних богатирів. Зберігся лише один дуб, який і стали називати «Чотири брати».
Однак, після Другої світової війни та депортації кримськотатарського народу, з подачі місцевого краєзнавця Володимира Кілеси дуб став «Суворовським дубом». Володимир Григорович Кілеса жив у Криму з 1947 року та працював секретарем, а пізніше заступником голови Білогірського райвиконкому. Перша його краєзнавча книга «На маршруті — Білогірськ» була видана в 1975 році. У наступні роки вийшли книги «Білогірськ» та «Дивний край старовини глибокої», всюди він повторює російську легенду про дуб, яку підхопили інші краєзнавці та екскурсоводи.
Але краєзнавець Кілеса мав обґрунтувати свою назву. І він написав свою легенду до назви «Чотири брати», яка добре вписалася в канву «російського світу». Нібито чотири купці (брати з Новгорода) відстали від каравану, поблизу Карасубазара на них напали розбійники і вбили братів, один із яких віз жолудь, щоб посадити новгородський дуб у Криму. Перед смертю він нібито встиг закопати жолудь у землю і, «смертельно поранений, полив його кров'ю». Минули роки, і виріс із жолудя величезний дуб. Називається дуб Суворовським: під ним 1777 року російський полководець перед битвою вів переговори з посланцем султана. І ці легенди Кілеси продовжували переказувати в радянський час, але ще активніше їх стали культивувати після 2014 року.
До російської окупації «Суворівський дуб» був найшанованішою святинею проросійськи налаштованої частини мешканців Білогірська.
На топонімічних картах Ігоря Бєлянського цей дуб позначений під ім'ям «Чотири брати».
25 Березня 2024 Кабінету Міністрів України оприлюднив проєкт постанови «Про перейменування деяких географічних об'єктів», де пам'ятці було запропоновано повернути назву Дуб «Чотири брати».
17 січня 2025 року постановою Кабінету Міністрів України пам'ятці повернено історичну назву.

## Виноски
1. 1 2   Шнайдер С. Л., Борейко В. Е., Стеценко Н. Ф. 500 выдающихся деревьев Украины. — К.: КЭКЦ, 2011. — 203 с.
2. ↑  «Символ «російського Криму» загниває». Крым.Реалии (укр.). 6 червня 2019. Процитовано 13 листопада 2023.
3. ↑  Листи кримчан: «Суворовський дуб» у Криму – фейк «русского міра». Крым.Реалии (укр.). 11 січня 2022. Процитовано 13 листопада 2023.
4. ↑  Кандидатура Владимира Килессы выдвинута на присвоение звания «Почетный гражданин Республики Крым» - Лента новостей Крыма. crimea-news.com. 1 вересня 2017. Процитовано 13 листопада 2023.
5. ↑  Килесса Владимир | Журнальный мир. xn--80alhdjhdcxhy5hl.xn--p1ai. Процитовано 13 листопада 2023.
6. ↑  Суворовский дуб (Белогорск) — путеводитель по отдыху в Крыму. jalita.com (рос.). Процитовано 13 листопада 2023.
7. ↑  Замок, Високий (15 січня 2022). Суворов не вів перемовин під карасубазарським дубом. Це російський фейк… — Високий Замок. wz.lviv.ua (укр.). Процитовано 13 листопада 2023.
8. ↑  Повідомлення про оприлюднення проєкту постанови Кабінету Міністрів України «Про перейменування деяких географічних об’єктів».
9. ↑  Кабінет Міністрів України - Про перейменування деяких географічних об’єктів. www.kmu.gov.ua (ua) . Процитовано 20 січня 2025.